# Cheilosia nasica
Cheilosia nasica är en tvåvingeart som beskrevs av Hull och Fluke 1950. Cheilosia nasica ingår i släktet örtblomflugor, och familjen blomflugor.
Artens utbredningsområde är Oregon. Inga underarter finns listade i Catalogue of Life.